# Fandom Forward
Fandom Forward (anteriormente The Harry Potter Alliance) es una organización sin fines de lucro manejada principalmente por fans de Harry Potter. Fue fundada por Andrew Slack en 2005 para atraer la atención a la violación de los derechos humanos en Sudán. Desde entonces, las campañas de la organización se han centrado en temas como la alfabetización, la reforma de inmigración de los Estados Unidos, la igualdad económica, los derechos de los gays, el sexismo, los derechos de los trabajadores, la salud mental, la imagen corporal y el cambio climático. Ellos han recibido reconocimiento en la comunidad de Harry Potter y han sido sujeto de múltiples estudios académicos sobre activismo de fans y compromiso cívico entre la juventud.

## Historia

### 2005-2008
Harry Potter Alliance fue fundada en 2005 por el comediante Andrew Slack y la banda de rock mágico Harry and the Potters, inicialmente reuniendo donaciones para Amnistía Internacional en sus shows. En 2006, la organización se alió con Walmart Watch para crear una serie de videos de YouTube sobre "Lord Waldemart" para educar a los fanes sobre las prácticas laborales de Walmart. Los tres videos han sido vistos cerca de tres y medio millones de veces en total.
En 2007, Harry Potter Alliance transmitió una edición especial de PotterCast, un famoso podcast de fanes, llamada "Becoming Dumbledore's Army: Harry Potter Fans for Darfur", para educar a los fanes sobre el genocidio en Darfur. Ellos se asociaron con STAND, una rama estudiantil de la Genocide Intervention Network, y le pidieron a los miembros que participen en el proyecto anual STANDFast dejando un lujo por una semana y donando el dinero que ahorraron a STAND para beneficiar a los civiles en Darfur. El esfuerzo recaudó US$15 000 para STAND. También se unieron al proyecto 24 Hours for Darfur, que procuró hacer un video de 24 horas de individuos hablando contra el genocidio en Darfur, pidiéndole a los miembros que suban videos como fanes. Cuando CNN le pidió los mensajes de los fanes mostrando su amor por Harry Potter a su sitio iReporter, Harry Potter Alliance le pidió a los miembros que suban mensajes de los fanes mostrando su amor por Harry Potter sosteniendo carteles que digan "Salven a Darfur". Luego, en 2008, HPA le pidió a los miembros que no apoyen a los patrocinadores de los Juegos Olímpicos de Pekín 2008 que "implícitamente financiando el genocidio en Darfur a través de inversiones en el extranjero."

### 2009-2011
En conjunto con el estreno de la película de Harry Potter y el misterio del príncipe en 2009, la organización lanzó una campaña de "What Would Dumbledore Do" ("Qué haría Dumbledore"), pidiéndole a los fanes que tuiteen sobre las lecciones que aprendieron del director de Harry Potter Albus Dumbledore usando #dumbledore, que asistan al estreno de la película usando una etiqueta de identificación con algo que Dumbledore les enseñó, y que apliquen aquellas lecciones en sus vidas.
La HPA también inició su campaña ahora anual Accio Books! en 2009, reuniendo más de 13 000 libros para su aliado Agohozo Shalom Youth Village en Ruanda. Desde entonces, la campaña anual ha reunido más de 86 000 libros, beneficiando a The Delta Center for Culture and Learning, que distribuyó los libros en comunidades en necesidad a través del Delta de Misisipi, la biblioteca Imagine Better en Bedford-Stuvyesant New Beginnings Charter School, Read Indeed, Book Ford Kids, y otras organizaciones locales. Desde 2013, se han aliado con la International Quidditch Association y NaNoWriMo para la campaña.[cita requerida]
Después del terremoto de Haití de 2010, Harry Potter Alliance se alió con Partners in Health y otras comunidades de fanes para crear Helping Heal Haiti. Con la ayuda de aliados, la comunidad de rock mágico, Maureen Johnson, John y Hank Green, la HPA subastó más de 100 artículos, entre ellos los libros de Harry Potter y una carta de agradecimiento donada por J. K. Rowling. En dos semanas, la HPA recaudó más de US$123 000 para Helping Heal Haiti. El dinero recaudado ayudó a Partners in Help a enviar cinco aviones a Haití llenos de suministros médicos: Harry, Ron, Hermione, DFTBA —Don't Forget To Be Awesome (en español: No olviden ser asombrosos), en honor  a la comunidad de Nerdfighter— y el último llamado Dumbledore.[cita requerida]
En junio de 2010, Harry Potter Alliance cometió contra otras 10 000 organizaciones caritativas para ganar una donación de Chase Community Giving Contest en Facebook. Ellos recibieron 38 689 votos para ganar la donación del primer lugar de US$250 000. El dinero recibido de esta donación fue a expandir su alcance y mejorar sus programas de alfabetización y los derechos de LGBT.
En junio de 2010, Harry Potter Alliance y Savetheinternet.com se unieron para hacer campaña por la neutralidad de red. Ellos lanzaron un video viral que consistía en varias figuras famosas hablando por la causa, varias personas que participaron fueron John y Hank Green, Wil Wheaton, Maureen Johnson y Adam Savage. En este video todos exhortaron a la Comisión Federal de Comunicaciones para preservar la neutralidad de red.
En los meses antes del estreno de la última película de Harry Potter, Harry Potter y las Reliquias de la Muerte: parte 2, Harry Potter Alliance lanzó su campaña de las Reliquias de la Muerte. Cada mes, la organización destacaba un "Horrocrux" diferente, o una injusticia, para que los miembros trabajen hasta el final. El primer Horrocrux, los salarios por inanición, se centró en las condiciones de trabajo inhumanas en la industria chocolatera y pidió que las ranas de chocolate con temática de Harry Potter hechas por Warner Bros. sean bajo un certificado de comercio justo. Esto más tarde se convirtió en la campaña de actual HPA "Not in Harry's Name" —en español: "No en el nombre de Harry"—. De acuerdo con su sitio web, un informe independiente le dio al chocolate de Harry Potter una ‘F’ en derechos humanos. El director ejecutivo Andrew Slack personalmente llegó al director ejecutivo de Warner Bros. Brian Meyer sobre los asuntos de HPA, y Meyer respondió con comentarios sobre su compromiso con el abastecimiento étnico. Slack se acercó nuevamente para discutir formas de asegurar el abastecimiento étnico del chocolate Potter, pero se encontró con comentarios sobre su satisfacción con las prácticas de la empresa que usan como fuente del chocolate. El 13 de enero de 2015, The Washington Post informó que Warner Bros. se había comprometido a asegurar "Para fines de 2015, y lo más temprano posible, todos los productos de chocolate de Harry Potter vendidos en tiendas de Warner Bros. y a través de nuestros asociados licenciados están cien por ciento bajo un certificado UTZ o de comercio justo."
Durante la campaña de las Reliquias de la Muerte, HPA también se asoció con ReachOut.com para combatir los efectos de la depresión y el "Horrocrux del Dementor", desafió a la imagen corporal perjudicial, incorporó una colecta de libros de Accio Books!, se unieron con Marriage Equality Rhode Island y Gay-Straight Alliance sobre el matrimonio igualitario y el bullying, y trabajó con Splashlife para dirigirse a la crisis climática.[cita requerida]

### 2012-presente
El 31 de julio de 2012, el miembro del personal Julian Gómez subió un video al canal de YouTube de la organización explicando que él era un inmigrante indocumentado. La organización se asoció con Define American y más tarde lanzó su campaña "Superman Is an Immigrant" —en español: "Superman es un inmigrante"—, invitando a los miembros a contarle sus historias de inmigración a sus familias y cambiar la conversación sobre la reforma migratoria.
Más tarde ese año, HPA realizó una recaudación de fondos titulada Equality for the Win, o Equality FTW, en Indiegogo reuniendo un total de US$ 94 803 de 2289 donantes alrededor del mundo por sus iniciativas sobre la igualdad. Ellos casi duplicaron su objetivo de US$ 50 000. Los donantes le dieron dinero a cambio de ventajas exclusivas de gente como John y Hank Green, Potter Puppet Pals, Evanna Lynch, LeakyCon, StarKid y más. Ellos han repetido la recaudación de fondos cada otoño desde entonces, reuniendo más de US$ 180 000 en 2013 y más de US$ 150 000 en 2014. HPA también es un destinatario frecuente de donaciones de Project for Awesome.
En la LeakyCon realizada en Londres en 2013, Harry Potter Alliance creó la Apparating Library, un programa donde los participantes donan un libro a la biblioteca y reciben un cupón para regresar otro día durante la convención y canjearlo por un libro diferente. Desde entonces, la biblioteca ha estado presente en otros grandes eventos de fanes, como LeakyCon y VidCon. En 2014, como parte de su campaña anual Accio Books,  ellos crearon una Apparating Library en Detroit, Míchigan para distribuir los libros donados a través de la campaña.
Con el estreno de Los juegos del hambre: en llamas en 2013, Harry Potter Alliance lanzó su campaña en curso "Odds In Our Favor" —en español: "Probabilidades a nuestro favor"—, centrada en la desigualdad económica. La campaña alentó a los fanes a sabotear marketing mediático de Lionsgate con saludos de tres dedos y discusiones de la desigualdad económica del mundo real. Wired describió las tácticas como un sabotaje cultural. Ellos se han asociados con grupos como la AFL-CIO.

## Recepción
J. K. Rowling descubrió este grupo y, de acuerdo con la revista Time, ella dijo, "Es increíble, es humilde y es alentador ver gente yendo allá afuera y haciendo eso en el nombre de tu personaje." Poco después, ella presentó a la organización en su sitio web.
La HPA también recibió un apoyo significativo de los VlogBrothers, John y Hank Green. La HPA es un favorito frecuente para las donaciones del Project for Awesome anual.
Emerson Spartz, fundador de MuggleNet, ha adoptado a Harry Potter Alliance. "Como lectores nos ponemos muy emotivos cuando los hombres lobo y los elfos domésticos son discriminados," dijo él. "The Harry Potter Alliance muestra cómo aquellos sentimientos pueden relacionarse con los problemas reales que podemos resolver."
El investigador Henry Jenkins dijo, "The HP Alliance ha creado una nueva forma de compromiso cívico que permite que los participantes concilien sus identidades activisas con las fantasías placenteras que unieron a la comunidad de fans en primer lugar".